# Исаков, Павел Павлович
Па́вел Па́влович Иса́ков (11 января 1918, Петроград — 22 февраля 1999, Санкт-Петербург) — советский конструктор танков и тракторов, доктор технических наук. Герой Социалистического Труда. Лауреат Ленинской премии.

## Биография
Род. в семье рабочего Путиловского завода. Окончил МВТУ им. Н. Э. Баумана (1941 год). Своевременно защитить диплом помешала война. В 1941 его направили на ЧТЗ, где Исаков работал вместе с Ж. Я. Котиным и Н. Л. Духовым.
Во время войны принимал участие в работе над тяжелыми танками КВ-1с, КВ-85, ИС-2. В период 1951—1953, будучи заместителем главного конструктора Кировского завода, принял участие во множестве военных разработок: тяжёлого танка Т-10, плавающего танка ПТ-76, бронетранспортера БТР-50П. В 1953 возвратился в Челябинск на должность главного конструктора ЧТЗ. Уже там он разработал и внедрил трактор ДЭТ-250, боевую машину принципиально нового класса — БМП. Руководил работами по созданию ракетных танков «объект 770», «объект 772», «объект 775», «объект 780».
В 1974 г. П. П. Исаков становится директором ВНИИТрансмаш, работая там до 1987 г. Там же в 1986 он создаёт роботизированные комплексы «Клин-1» и «Клин-2», не имеющие аналогов в мировой практике. Эти комплексы работали на ликвидации последствий Чернобыльской аварии.
За свою жизнь написал более 60 научных трудов, также является автором 39 изобретений.
Похоронен на Южном кладбище Петербурга.

## Награды и звания
- Герой Социалистического Труда — Указом Президиума Верховного Совета СССР (неопубликованным) от 5 апреля 1971 года «за особые заслуги в выполнении заданий пятилетнего плана по развитию тракторного и сельскохозяйственного машиностроения и достижение высоких производственных показателей» удостоен звания Героя Социалистического Труда с вручением ордена Ленина и золотой медали Серп и Молот[1].
- Два ордена Ленина (1966, 1971);
- Орден Октябрьской Революции (1971);
- Орден Отечественной войны 2-й степени (1944);
- Орден «Знак Почёта» (1943);
- Медали;
- Ленинская премия (1967) — за создание и организацию производства БМП-1;
- Заслуженный деятель науки и техники РСФСР.

## Избранные научные труды
1. Электромеханические трансмиссии гусеничных тракторов. Теория и расчёт / Соавторы: П. Н. Иванченко, А. Д. Егоров. — Л.; «Машиностроение», Ленинградское отделение. — 1981;
2. Автоматизация расчётов тягово-динамических характеристик промышленных тракторов / Соавторы: П. Н. Иванченко, Б. Н. Шадрин, А. Д. Егоров. — Л.; «Машиностроение», Ленинградское отделение. — 1988[2].